# Bratići
Bratići (cyr. Братићи) – wieś w Serbii, w okręgu rasińskim, w gminie Aleksandrovac. W 2011 roku liczyła 72 mieszkańców.